# Florian Hoffmann (Rechtswissenschaftler)
Florian Fabian Hoffmann (* 1972 in Göttingen) ist ein deutscher Rechts- und Politikwissenschaftler sowie Hochschullehrer.

## Leben
Hoffmann wuchs im Schwarzwald auf und besuchte nach seinem Abitur 1993 die London School of Economics and Political Science (LSE), wo er 1996 einen B.Sc. in Law and Government erhielt. Weitere Studien an der Päpstlichen Katholischen Universität von Rio de Janeiro (PUC-Rio) schloss Hoffmann 1999 mit einem LL.M. ab, bevor er 2004 am European University Institute in Florenz mit der Arbeit Are Human Rights Transplantable? – reflections on a pragmatic theory of human rights under conditions of globalization zum Doctor of Laws promoviert wurde. Für seine Dissertation erhielt er 2005 den Mauro Cappelletti Prize für die beste Promotion an der Institution.
Bereits 2003 trat Hoffmann an der PUC-Rio eine Stellung als Assistant Professor für International Law and Human Rights an, 2008 wechselte er als Lecturer für Rechtswissenschaften an die LSE nach London. 2010 nahm er einen Ruf auf den Franz Haniel Chair of Public Policy der  Willy Brandt School of Public Policy der Staatswissenschaftlichen Fakultät der Universität Erfurt an. Außerdem betätigt sich Hoffmann als Gastprofessor an der PUC-Rio.
Von 2012 bis 2016 war Hoffmann zudem Direktor der Willy Brandt School in Erfurt. 2016 verließ er die Universität Erfurt. Seit 2015 ist er Professor für Völkerrecht, Menschenrechte und Rechtstheorie an der PUC-Rio, an der er sich mit Völkerrecht, Menschenrechten und Rechtstheorie beschäftigt.

## Wirken
Hoffmann beschäftigt sich mit der Schnittstelle von Recht und Politik, wobei sein Schwerpunkt auf dem Völkerrecht und den Menschenrechten liegt. Er ist einer der Gründer der Europäischen Gesellschaft für Völkerrecht (ESIL-SEDI) und Mitglied des Redaktionsteams des German Law Journal.
Hoffmann übt Beratertätigkeiten für die Weltbank und das UN-Hochkommissariat für Menschenrechte aus.

## Publikationen (Auswahl)
- mit Anne Orford (Hrsg.): The Oxford Handbook of the Theory of International Law, Oxford 2016.
- Accountability for Social and Economic Rights in Brazil, mit Fernando R.M. Bentes, in Varun Gauri and Daniel Brinks (eds.), Courting Social Justice: Judicial Enforcement of Social and Economic Rights in the Developing World, Cambridge: Cambridge University Press, 2008, S. 100–145.
- Deadlines – Derrida and Critical Legal Studies, in Michel Rosenfeld, Peter Goodrich, Cornelia Vismann, Florian Hoffmann (Hg.), Derrida Before the Law, New York: Palgrave Macmillan 2008.
- In Quite a State: trials and tribulations of an old concept in new times, in Russell Miller und Rebecca Bratspies, Progress in International Organization, Leiden: Brill Academic Publishing / Martinus Nijhoff Publishers, 2007.
- Shooting in the Dark: reflections towards a pragmatic theory of human rights (activism), Texas International Law Journal, vol. 41, no. 3, 2006.
- The UN as a Human Rights Violator? Some Reflections on the UN's Changing Human Rights Responsibilities, mit Frédéric Mégret, in 25 Human Rights Quarterly 2 (2003).